# Alpine Ski-Juniorenweltmeisterschaften 1998
Die 17. Alpinen Ski-Juniorenweltmeisterschaften fanden vom 26. Februar bis 1. März 1998 im französischen Département Haute-Savoie statt. Austragungsorte waren die Wintersportorte Chamonix, Megève und Saint-Gervais-les-Bains.

## Männer

### Abfahrt
| Platz | Land | Sportler            | Zeit (min) |
| ----- | ---- | ------------------- | ---------- |
| 1     | AUT  | Andreas Buder       | 1:20,39    |
| 2     | ITA  | Matteo Berbenni     | 1:20,56    |
| 3     | USA  | Scott Macartney     | 1:20,62    |
| 4     | SVK  | Andrej Prevuznak    | 1:20,82    |
| 5     | SUI  | Silvano Beltrametti | 1:20,83    |
| 6     | SLO  | Andrej Jerman       | 1:21,08    |

Datum: 26. Februar

### Super-G
| Platz | Land | Sportler        | Zeit (min) |
| ----- | ---- | --------------- | ---------- |
| 1     | FRA  | Freddy Rech     | 1:27,52    |
| 2     | SLO  | Andrej Jerman   | 1:27,90    |
| 3     | SUI  | Konrad Hari     | 1:28,41    |
| 4     | AUT  | Martin Stocker  | 1:28,59    |
| 5     | ITA  | Matteo Berbenni | 1:28,60    |
| 6     | AUT  | Kurt Engl       | 1:28,61    |

Datum: 27. Februar

### Riesenslalom
| Platz | Land | Sportler            | Zeit (min) |
| ----- | ---- | ------------------- | ---------- |
| 1     | AUT  | Benjamin Raich      | 2:01,62    |
| 2     | AUT  | Manfred Gstatter    | 2:02,37    |
| 3     | SUI  | Silvano Beltrametti | 2:02,39    |
| 4     | SLO  | Mitja Dragšič       | 2:02,41    |
| 5     | ITA  | Patrick Thaler      | 2:02,66    |
| 6     | FRA  | Benoît Jacqmin      | 2:02,96    |

Datum: 28. Februar

### Slalom
| Platz | Land | Sportler         | Zeit (min) |
| ----- | ---- | ---------------- | ---------- |
| 1     | AUT  | Benjamin Raich   | 1:23,06    |
| 2     | AUT  | Mario Matt       | 1:24,89    |
| 3     | AUT  | Kurt Engl        | 1:24,91    |
| 4     | AUT  | Reinfried Herbst | 1:25,15    |
| 5     | SWE  | Daniel Sjögren   | 1:25,46    |
| 6     | SUI  | Markus Good      | 1:26,01    |

Datum: 1. März

### Kombination
| Platz | Land | Sportler        | Punkte |
| ----- | ---- | --------------- | ------ |
| 1     | AUT  | Benjamin Raich  | 15,55  |
| 2     | AUT  | Kurt Engl       | 41,78  |
| 3     | FRA  | Julien Lizeroux | 74,32  |

Datum: 26. Februar/1. März
Die Kombination bestand aus der Addition der Ergebnisse aus Abfahrt, Riesenslalom und Slalom.

## Frauen

### Abfahrt
| Platz | Land | Sportlerin       | Zeit (min) |
| ----- | ---- | ---------------- | ---------- |
| 1     | AUT  | Martina Lechner  | 1:24,41    |
| 2     | USA  | Jonna Mendes     | 1:24,67    |
| 3     | FRA  | Ingrid Jacquemod | 1:24,70    |
| 4     | SUI  | Lea Nadig        | 1:24,85    |
| 5     | CAN  | Emily Brydon     | 1:24,98    |
| 6     | CRO  | Janica Kostelić  | 1:25,00    |

Datum: 26. Februar

### Super-G
| Platz | Land | Sportlerin          | Zeit (min) |
| ----- | ---- | ------------------- | ---------- |
| 1     | AUT  | Martina Lechner     | 1:06,08    |
| 2     | AUT  | Kerstin Reisenhofer | 1:06,38    |
| 3     | CRO  | Janica Kostelić     | 1:06,41    |
| 4     | ITA  | Karen Putzer        | 1:06,53    |
| 5     | AUT  | Katja Wirth         | 1:06,57    |
| 6     | CZE  | Lucie Hrstková      | 1:06,61    |

Datum: 27. Februar

### Riesenslalom
| Platz | Land | Sportlerin       | Zeit (min) |
| ----- | ---- | ---------------- | ---------- |
| 1     | SWE  | Anja Pärson      | 1:54,35    |
| 2     | FRA  | Ingrid Jacquemod | 1:55,73    |
| 3     | CZE  | Lucie Hrstková   | 1:56,02    |
| 4     | CAN  | Allison Forsyth  | 1:56,22    |
| 5     | ITA  | Karen Putzer     | 1:56,23    |
| 6     | ITA  | Nicole Gius      | 1:56,53    |

Datum: 1. März

### Slalom
| Platz | Land | Sportlerin       | Zeit (min) |
| ----- | ---- | ---------------- | ---------- |
| 1     | GER  | Stefanie Wolf    | 1:26,48    |
| 2     | GER  | Monika Bergmann  | 1:26,57    |
| 3     | SWE  | Anja Pärson      | 1:27,33    |
| 4     | CAN  | Allison Forsyth  | 1:27,57    |
| 5     | FIN  | Tanja Poutiainen | 1:28,02    |
| 6     | ITA  | Annalisa Ceresa  | 1:28,51    |

Datum: 28. Februar

### Kombination
| Platz | Land | Sportler         | Punkte |
| ----- | ---- | ---------------- | ------ |
| 1     | FRA  | Ingrid Jacquemod | 30,73  |
| 2     | CRO  | Janica Kostelić  | 44,21  |
| 3     | GER  | Stefanie Wolf    | 45,80  |

Datum: 26. Februar/1. März
Die Kombination bestand aus der Addition der Ergebnisse aus Abfahrt, Riesenslalom und Slalom.

## Medaillenspiegel
| Platz | Land               | Gold | Silber | Bronze | Gesamt |
| ----- | ------------------ | ---- | ------ | ------ | ------ |
| 1     | Österreich         | 6    | 4      | 1      | 11     |
| 2     | Frankreich         | 2    | 1      | 2      | 5      |
| 3     | Deutschland        | 1    | 1      | 1      | 3      |
| 4     | Schweden           | 1    | –      | 1      | 2      |
| 5     | Kroatien           | –    | 1      | 1      | 2      |
| 5     | Vereinigte Staaten | –    | 1      | 1      | 2      |
| 7     | Italien            | –    | 1      | –      | 1      |
| 7     | Slowenien          | –    | 1      | –      | 1      |
| 9     | Schweiz            | –    | –      | 2      | 2      |
| 10    | Tschechien         | –    | –      | 1      | 1      |